# Otto Haupt (Mathematiker)

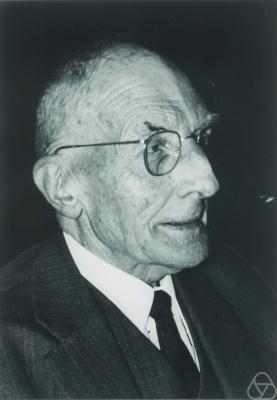
Otto Haupt

Otto Haupt (* 5. März 1887 in Würzburg; † 10. November 1988 in Bad Soden am Taunus) war ein deutscher Mathematiker.

## Leben
Haupt war der Sohn eines Amtsgerichts-Direktors. Er studierte nach dem Abitur 1906 in Würzburg, wo er 1906 Mitglied der Burschenschaft Arminia Würzburg wurde, 1910 sein Lehramtsstaatsexamen ablegte und 1911 bei Emil Hilb promovierte (Untersuchungen über Oszillationstheoreme). Anschließend studierte er noch an der Universität München bei Arnold Sommerfeld (mit einem Lamont Stipendium der Bayerischen Akademie der Wissenschaften) und der Technischen Hochschule und der Universität in Breslau (bei Erhard Schmidt, Constantin Caratheodory, Ernst Steinitz, Adolf Kneser). 1913 wurde er wissenschaftlicher Assistent bei Adolf Krazer in Karlsruhe, wo er sich auch 1913 habilitierte, musste aber bei Kriegsbeginn aufgrund seiner Einberufung seine wissenschaftliche Arbeit unterbrechen. 1914 bis 1919 war er Soldat im Ersten Weltkrieg. 1920 wurde er ordentlicher Professor in Rostock, wurde aber schon 1921 auf den Staudt-Lehrstuhl nach Erlangen berufen (als Nachfolger von Ernst Sigismund Fischer), wo er auch nach seiner Emeritierung 1953 noch bis ins hohe Alter wissenschaftlich tätig blieb – seine letzten Arbeiten erscheinen in den 1980er-Jahren. Zuletzt lebte er in einem Seniorenheim in Bad Soden.
Haupt begründete mit seinem Vermögen die Otto- und Edith-Haupt-Stiftung. Aus den Zinsen des Stiftungsvermögen wird seit 1991 der Staudt-Preis verliehen.
Haupts Forschungsschwerpunkte waren Analysis, Maßtheorie, Differential- und Ordnungsgeometrie. Er veröffentlichte grundlegende Lehrbücher über Algebra – eines der ersten Lehrbücher der „modernen“ abstrakten Algebra – und Analysis.
Er war seit 1918 mit Edith Hughes († 1981) verheiratet.
1987 wurde er Ehrenmitglied der DMV.

## Schriften
- Einführung in die Algebra. Akademische Verlagsgesellschaft, Leipzig 1929, (3. Auflage. 1956)
- Differential- und Integralrechnung – unter besonderer Berücksichtigung neuerer Ergebnisse. De Gruyter, Berlin 1938. (2. Auflage in drei Bänden. 1948 bis 1955 mit Georg Aumann, Christian Pauc)
- mit Georg Aumann: Einführung in die reelle Analysis. 3. Auflage. De Gruyter, 1974.
- mit Hermann Künneth: Geometrische Ordnungen. Springer 1967.

## Ehrungen
- Ehrendoktor der Universitäten Bonn, Würzburg und Nantes
- Bayerischer Verdienstorden (1963)